# ROCK'N'ROLL IS NOT DEAD
ROCK'N'ROLL IS NOT DEAD é sexto álbum da banda japonesa Sambomaster, com previsão de lançamento em Julho de 2012.
Conta com a faixa "Koi suru Kisetsu" tema de encerramento do programa "Dai! Tensai Terebi-kun" da NHK e com "I love you & I need you Fukushima", esta que será destinada para fundos da Prefeitura de Fukushima (no QG de Medidas e Prevenção Contra Desastres).

## Lista de Faixas
1. ロックンロール イズ ノットデッド (ROCK'N'ROLL IS NOT DEAD)
2. あなたのことしか考えられない (Anata no koto shika kangaerarenai)
3. 恋する季節 (Koisuru kisetsu)
4. ビューティフル (BEAUTIFUL)
5. I love you & I need you ふくしま (I Love You & I need you Fukushima)
6. あなたに心奪われたから (Anata ni kokoro ubawareta kara)
7. 希望は捨てない (Kibou ha sutenai)
8. 静かに光りつづけるもの (Shizuka ni hikari tsuzukeru mono)
9. 泣いてばかりじゃ見つからないぜ ~ハードコアスイートソウルの誕生~ (Naite bakari ja mitsukaranaize -HARDCORE SWEET SOUL NO TANJOU-)
10. 青春のかけら (Seishun no kakera)
11. 君だけ信じてみたかった (Kimi dake shinjite mitakatta)
12. 衝動バケモノ (Shoudou BAKEMONO)
13. うまくいくんだよきっと (Umaku ikundayo kitto)